# Manuel de la Bandera
Manuel de la Bandera (Lebensdaten unbekannt) war ein mexikanischer Filmregisseur, Schauspieler, Filmproduzent und Drehbuchautor. Er war eine bedeutende Persönlichkeit des mexikanischen Films in der Stummfilmzeit. 

## Leben
De la Bandera gründete die Produktionsgesellschaft México-Lux, die ihr Studiogelände in Mexiko-Stadt hatte. Er setzte sich für die Ausbildung von Schauspielern ein. Seine ersten Versuche in diese Richtung 1916 scheiterten, er drehte jedoch mit den Schauspielschülern den Film Fatal orgullo. 1917 ordnete der mexikanische Präsident Venustiano Carranza die Gründung einer Filmschule als Teil der Nationalen Schule für Musik und Kunst an, als deren Leiter er Manuel de la Bandera berief.

## Filmografie
Regisseur:
- 1916: Fatal orgullo
- 1917:  La luz, tríptico de la vida moderna
- 1917: Triste crepúsculo
- 1917: Obsesión
- 1918: Cuauhtémoc

Schauspieler:
- 1916: Fatal orgullo
- 1917: Obsesión

Produzent:
- 1917: Triste crepúsculo
- 1917: Obsesión

Drehbuchautor:
- 1917: Triste crepúsculo